# تنگستن
تنگستن (به انگلیسی: Tungsten) یا وُلفرام عنصری شیمیایی با نماد شیمیایی W و عدد اتمی ۷۴ است. تنگستن، فلزی کمیاب و گران‌بهاست که تقریباً در طبیعت، خالص یافت نمی‌شود. بلکه فقط می‌توان ترکیبات آن را با سایر عناصر پیدا کرد. این عنصر در ۱۷۸۱ میلادی شناسایی و در ۱۷۸۳ برای اولین بار به عنوان یک فلز خالص جدا شد. سنگ‌های معدنی اصلی حاوی تنگستن، سنگ‌های ولفرامیت و شئلیت هستند.
این عنصر آزاد، ویژگی‌های یگانه‌ای دارد؛ تنگستن با دمای ذوب ۳۴۲۲ درجه سلسیوس، بیش‌ترین دمای ذوب و جوش را میان همه عناصر دارد. چگالی آن ۱۹٫۳۰ برابر چگالی آب، در حدود ۱٫۷ برابر چگالی سرب و نزدیک به چگالی اورانیوم و طلا است.
تنگستن چندکریستالی ماده‌ای ذاتاً سخت و شکننده است که کار با آن را دشوار می‌کند، اما تنگستن تک‌کریستالی خالص شکل‌پذیرتر است و حتی می‌توان آن را با اره فولادی برید.
آلیاژهای تنگستن کاربردهای فراوانی دارند، از جمله در ساخت رشته‌ لامپ‌ رشته‌ای، لامپ‌ پرتوی ایکس، الکترود جوشکاری تیگ، ابرآلیاژها و حفاظ‌های تشعشع. سختی و چگالی زیاد تنگستن باعث کاربردهای نظامی هم شده‌است. برای نمونه در ساخت خمپاره‌های نفوذکننده. اغلب از ترکیبات تنگستن به‌عنوان کاتالیزور استفاده می‌شود.
تنگستن تنها عنصر از فلزات واسطه در زیست‌مولکول‌ها است، و در برخی باکتری‌ها و آرکی‌ها یافت می‌شود.با این حال، تنگستن با متابولیسم مولیبدن و مس تداخل داشته و برای برخی گونه‌های جان‌داران تا اندازه‌ای سمی است.

## تاریخچه
در ۱۷۸۱ کارل ویلهلم شیله (Carl Wilhelm Scheele)، یک اسید جدید به‌نام تنگستیک اسید را کشف کرد که از شیلیته به‌دست می‌آمد. شیله و توربرن برگمن معتقد بودند با کاهش این اسید می‌توان فلز جدیدی به‌دست‌آورد. در ۱۷۸۳ خوزه و فاستو اسیدی یافتند که از ولفرامیت به دست می‌آمد و بسیار شبیه به تنگستیک اسید بود. در اواخر آن سال این دو برادر با کاهش، اسید همراه زغال تنگستن را جدا، و نام خود را به عنوان کاشف این عنصر ثبت کردند.

## ویژگی‌ها

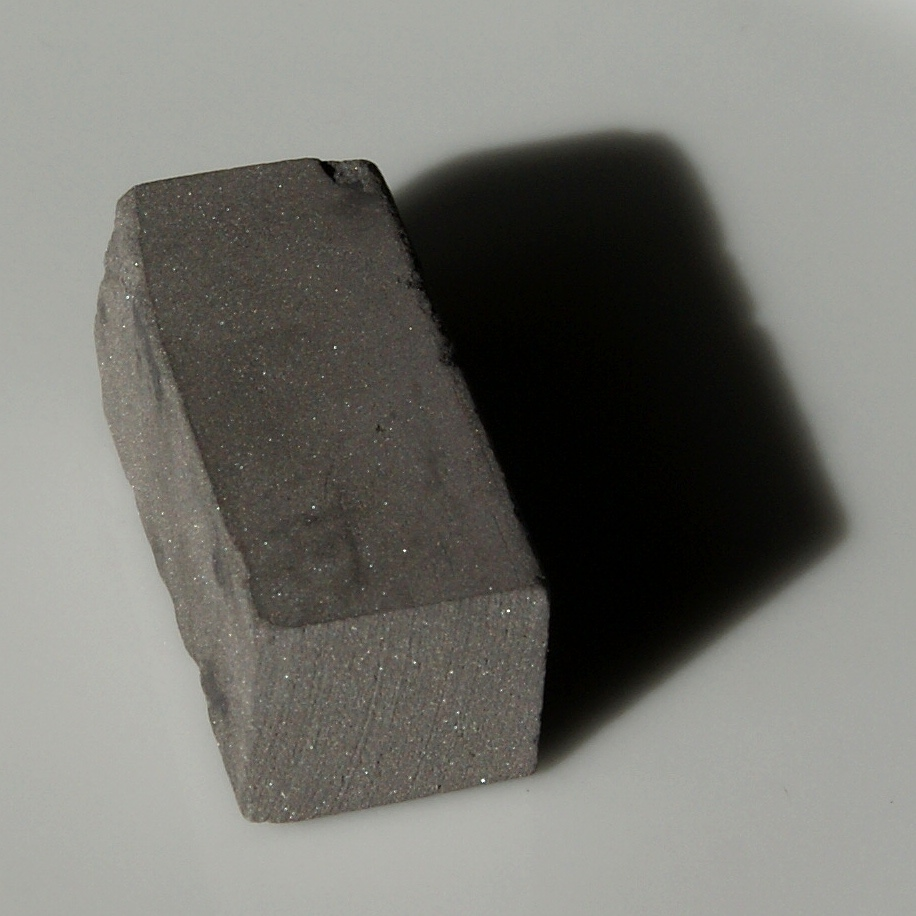
تنگستن متخلخل

### ویژگی‌های فیزیکی
تنگستن خام و ناخالص، سخت، ترد و فولادرنگ، و کار با آن دشوار است. اگر تنگستن خالص‌ شود، سختی خود را حفظ کرده (سختی آن چندین برابر فولاد است) و شکل‌پذیرتر می‌شود به گونه‌ای که می‌توان به‌راحتی با آن کار کرد. این تنگستن را می‌توان با آهنگری، کشش، و اکسترود شکل داد، اما بیشتر با تف‌جوشی به تنگستن شکل داده‌می‌شود.
تنگستن دو ساختار بلوری عمده دارد: آلفا و بتا. آلفا ساختار مکعب مربعی مرکز پر داشته و پایدارتر است. بتا، ساختار A15 cubic داشته و شبه‌پایدار است.

### ویژگی‌های شیمیایی
تنگستن در برابر اکسایش، اسید و باز مقاومت می‌کند. معمولی‌ترین حالت اکسیداسیون تنگستن +۶ است، اما کلیه حالات اکسیداسیون از -۲ تا +۶ از خود نشان می‌دهد. تنگستن معمولاً با اکسیژن ترکیب شده و تری‌اکسید تنگستن زرد رنگ (WO3‎) را تشکیل می‌دهد، که در محلول قلیایی آبی حل شده و به فرم یون‌های تنگستن، (WO24-‎) در می‌آید. از آنجا که تنگستن به آرامی با اسید واکنش می‌دهد، برای اول به صورت آنیون بی‌ثبات قابل حل، paratungstate A ظاهر می‌شود
(W7O246-‎) که در طول زمان به شکل آنیون کمتر قابل حل paratungstate B در می‌آید
(H2W12O4010-‎).

با اسیدی شدن بیشتر آنیون بسیار قابل حل metatungstate، تولید می‌شود. (H2W12O426-‎)که پس از هر موازنه به‌دست می‌آید.

با اسیدی شدن بیشتر آنیون بسیار قابل حل metatungstate، تولید می‌شود که پس از هر موازنه به‌دست می‌آید
. یون metatungstate یک خوشه متقارن از دوازده تنگستن اکسیژن اکتاهدرا ست که آنیونKeggin نامیده می‌شود. آنیونها polyoxometalate دیگری به عنوان گونه‌های با ثبات وجود دارد. گنجاندن اتم متفاوتی مثل فسفر به جای دو اتم هیدروژن مرکزی در metatungstate تولید طیف گسترده‌ای از اسیدهای heteropoly مانند اسید phosphotungstic می‌سازد
(H3PW12O40‎).

تنگستن تری‌اکسید می‌تواند ترکیبات معینی را با فلزات قلیایی تشکیل دهد؛ که به برنز معروف هستند، به عنوان مثال سدیم تنگستن برنز.

## کاربردها
تقریباً نیمی از تنگستن استخراج‌شده در دنیا برای تولید کاربید تنگستن، که بسیار سخت است، استفاده می‌شود. باقی آن نیز در تولید آلیاژها و فولاد استفاده می‌شود. کمتر از ۱۰٪ از آن نیز در تولید ترکیبات شیمیایی استفاده می‌شود. ازآن‌جاکه دمای گذار ترد-شکل‌پذیر تنگستن بسیار بالاست، معمولاً محصولات آن از راه فرایندهایی مانند متالورژی پودر، اسپارک پلاسما زینترینگ، لایه‌نشانی بخار شیمیایی، پرس ایزواستاتیک گرم و روش‌های ترموپلاستیک ساخته می‌شود. یک روش انعطاف‌پذیر بیشتر، ذوب لیزری انتخابی (SLM) است، که نوعی چاپ سه‌بعدی است و امکان اشکال پیچیده سه‌بعدی را فراهم می‌کند.

### مواد سخت
تنگستن به‌طور عمده در تولید مواد سخت بر پایه کاربید تنگستن استفاده می‌شود. کاربید تنگستن یکی از سخت‌ترین کاربیدهای شناخته‌، با نقطه ذوب ۳۷۷۰ درجه سلسیوس است. کاربید تنگستن با ترکیب WC، رسانای الکتریکی خوبی است، اما رسانایی الکتریکی W2C کمتر است. حدود ۶۰ درصد مصرف تنگستن به صورت WC برای ساخت مواد ساینده مقاوم در برابر سایش، و ابزارهای برشی «کاربیدی» شامل: چاقو، مته، اره گرد بر، قالب‌های مسلح کردن دوباره تفنگ، و ابزارهای برشی تراشکاری و فرزکاری استفاده می‌شود.
ابزارهای «کاربیدی» در اصل کامپوزیتهای فلز-سرامیک هستند، که عمدتاً در آن از کبالت به عنوان بایندر یا نگهدارنده ذرات تنگستن در کنار هم استفاده می‌شود.

### آلیاژها
از استحکام و چگالی تنگستن در ساخت آلیاژهای فلزی سنگین استفاده شده‌است. یک مثال خوب فولادهای تُندبُر هستند که حاوی حدود ۱۸٪ تنگستن است. با توجه به نقطه ذوب بالای تنگستن ماده خوبی برای کاربرد درمانند نازل موشک، به عنوان مثال در پولاریس 27-UGM، زیردریایی با موشک بالستیک می‌باشد.
ابر آلیاژهایی که دارای تنگستن هستند، مانند Hastelloy و Stellite، در پره‌های توربین، قطعات مقاوم در برابر سایش و پوشش فلزات استفاده می‌شود.

### جنگ‌افزار
آلیاژ تنگستن، معمولاً با نیکل و آهن یا کبالت به شکل آلیاژهای سنگین است، درگلوله‌های انرژی جنبشی به عنوان یک جایگزین برای اورانیوم ضعیف شده استفاده می‌شود، در برنامه‌هایی که کاربرد رادیواکتیویته مشکل زاست استفاده می‌شود. یا در مواردی که خواص آتشزایی اورانیوم مورد نیاز نمی‌باشد (به عنوان مثال، در گلوله‌های سلاح‌های معمولی کوچک که به منظور نفوذ به زره بدن طراحی شده‌اند). به‌طور مشابه، آلیاژهای تنگستن در گلوله‌های توپ، نارنجک و موشک، و نیز برای ساخت گلوله‌های انفجاری (افشان) فراصوت بکار می‌رود. تنگستن در مواد منفجره با فلز فشرده نیز کاربرد دارد، که از آن به عنوان پودر متراکم، برای کاهش خسارات جانبی و در همان حال افزایش کشندگی انفجار در محدوده یک شعاع کوچک، استفاده می‌شود.

### الکترونیک

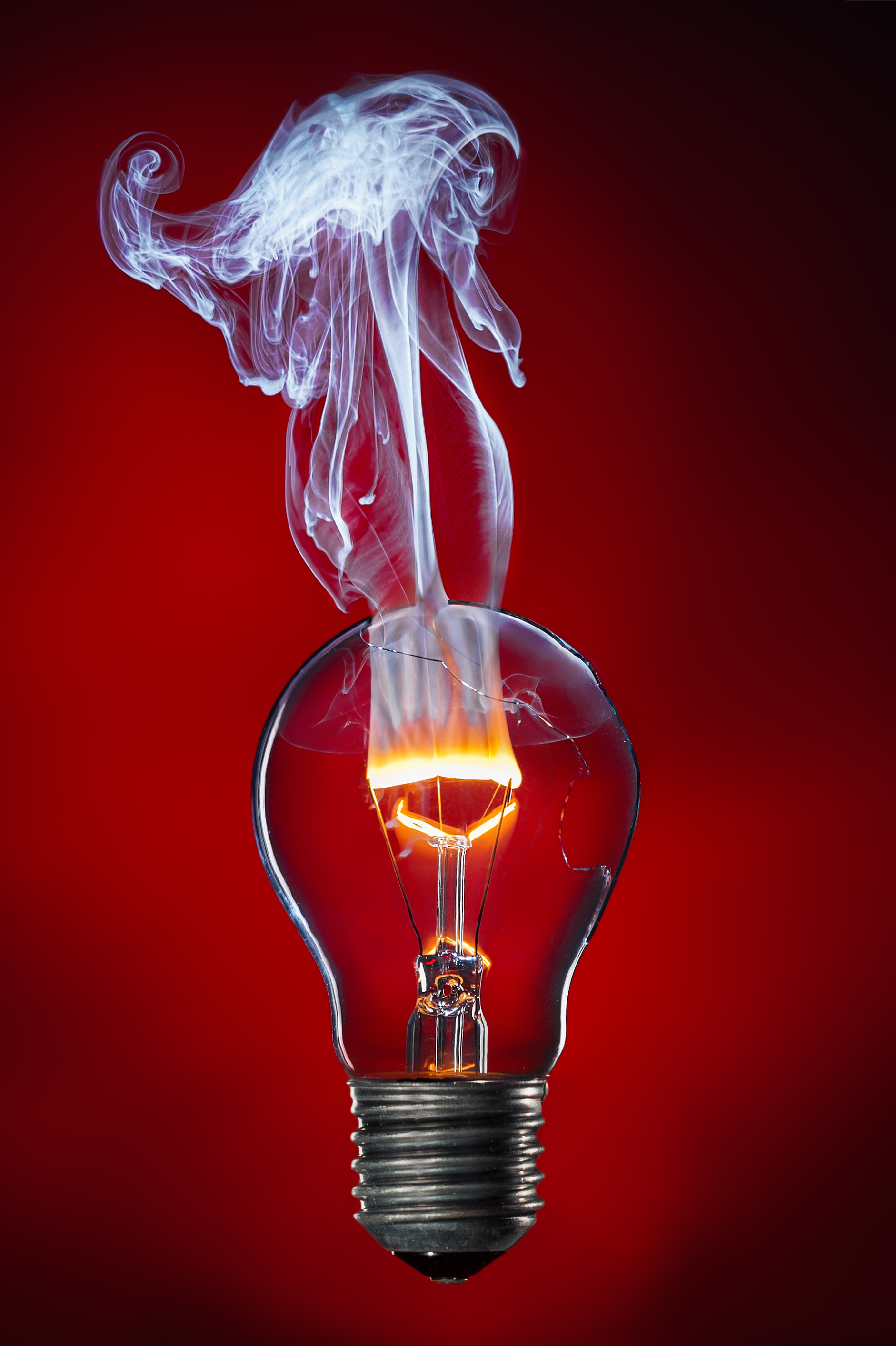
یک لامپ الکترونیکی باز شده‌است و باعث خروج گاز ساکن درون لامپ گردیده‌است. پس از آن هنگامی که لامپ روشن می‌گردد رشته تنگستن شروع به سوختن می‌کند و شعله‌ای از آتش را حاصل می‌کند. این تشکیل آتش به خاطر نفوذ اکسیژن به درون لامپ می‌باشد.

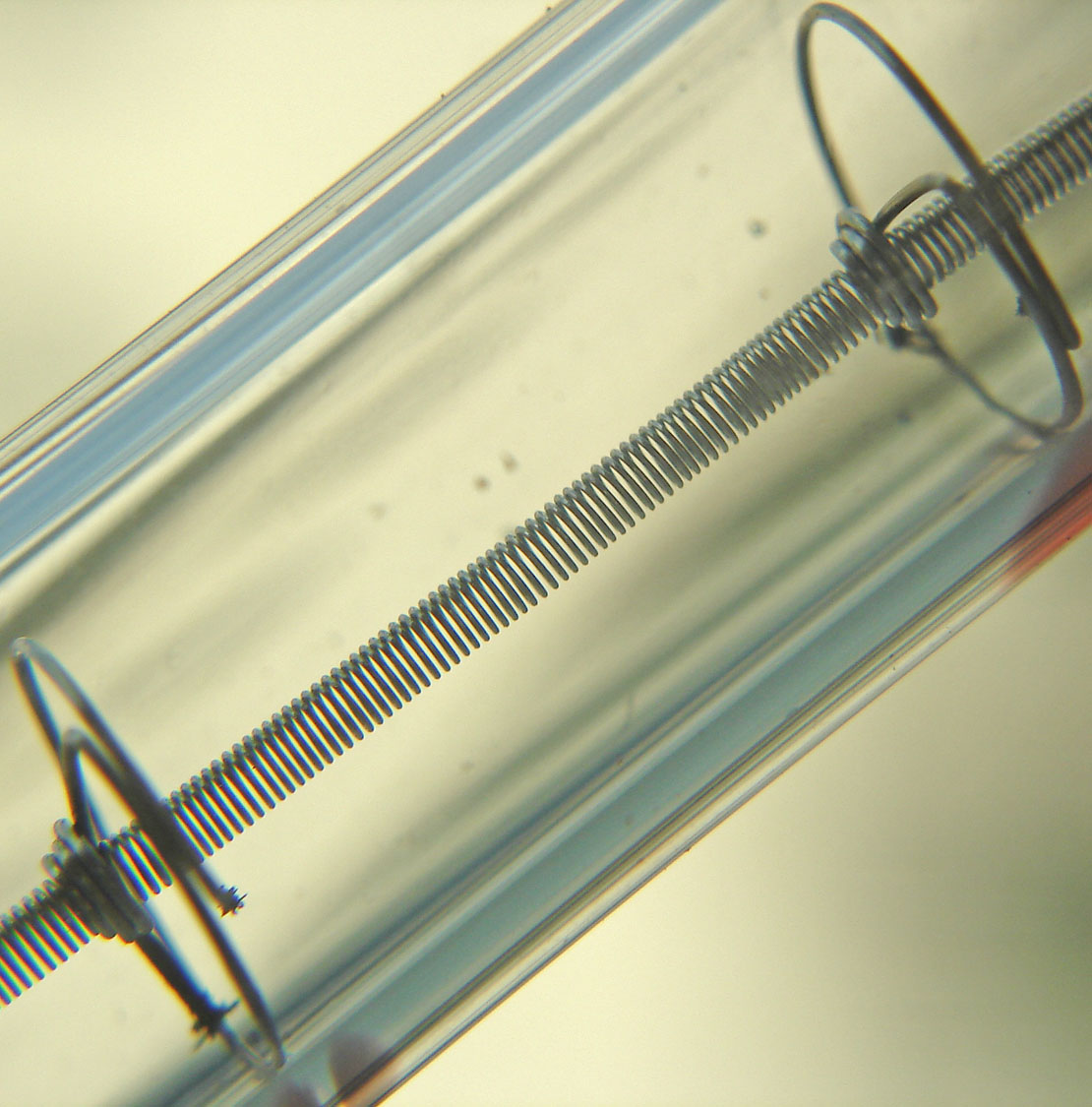
نمای نزدیک از رشته تنگستنی یک لامپ هالوژن

ازآنجاکه تنگستن استحکام خود را در دماهای بالا حفظ می‌کند و نقطه ذوب بالا دارد، در کاربردهایی که درجه حرارت بالاست کاربرد دارد، مانند لامپ رشته‌ای، لامپ اشعه کاتدی، و رشته‌های درون لوله خلاء، المنت حرارتی، و افشانه موتور موشکها. نقطه ذوب بالای آن همچنین موجب شده تا تنگستن برای پروژه‌های هوافضا و دمای بالا مناسب باشد، مانند جوشکاری، به‌ویژه در جوشکاری آرگون (TIG).
با توجه به رسانایی و بی‌اثری شیمیایی نسبی، از تنگستن در الکترودها نیز استفاده می‌شود، و در نوک انتشاردهنده (امیتر) ابزارهای پرتو الکترونی، مانند میکروسکوپ الکترونی به‌کار می‌رود. در الکترونیک، تنگستن را به عنوان ماده اتصال درتراشه‌ها (IC)، بین سیلیکون دی‌اکسید دی الکتریک و ترانزیستور بکار می‌برند. در لایه‌های نازک فلزی که جایگزین سیم کشی بکار رفته در الکترونیک معمولی شده، یک پوشش از تنگستن (یا مولیبدن) بر روی سیلیکون استفاده می‌شود.
ساختار الکترونی تنگستن آن را یکی از مواد اصلی در کاریردهای اشعه X کرده‌است، از دیگر کاربردهای آن محافظت در برابر پرتوهای با انرژی بالا (در پرتو درمانی برای محافظت از نمونه رادیواکتیو FDG) است. پودر تنگستن به عنوان مواد پرکننده در کامپوزیت‌های پلاستیکی، که جایگزین غیرسمی سرب در گلوله، ساچمه، و سپر تابشی است، بکار می‌رود. چون انبساط حرارتی این عنصر شبیه شیشه بوروسیلیکات است، از آن در ساخت عایق‌های شیشه به فلز استفاده می‌شود.
